# سمير أمين الزهيري
هو الشيخ الأثري سمير بن أمين بن المندُوه الزهيري نسبًا المنصوري وطنًا

## دراسته و أساتذته
هو أحد تلامذة العلامة المحدث الإمام محمد ناصر الدين الألباني والشيخ الزهيري يمم وجهه شطر عمان عام (1405 هـ) قاصدا الشيخ الألباني ليتلقى على يديه العلم من خلال حضور مجالسه وظل ملازما للشيخ مستفيدا منه حتى عام (1409 هـ) حيث قرر الرحيل إلى السعودية واستوطن مدينة الرياض وظل فيها لمدة (5) سنوات ، ومن ثم قرر الرحيل بجوار الحرم المكي وظل هناك لمدة (6) سنوات ، ومن ثم عاد مرة أخرى إلى الرياض وهو حتى الآن بها ولكنه سكن المدينة النبوية منذ ما يقرب من ست سنوات وله أعمال بجامعة طيبة

## مؤلفاته
1. الإلمام بآداب وأحكام الصيام ـ الناشر دار الصديق .
2. فتح الباري في الذب عن الألباني والرد على إسماعيل الأنصاري .
3. الأحكام المطلوبة في رؤية المخطوبة .
4. أوضح البيان في حكم سفر النسوان .
5. ذم الدنيا .
6. الأتقياء وفتن النساء .
7. وقفات مع النظرات .
8. محدث العصر محمد ناصر الدين الألباني .[1]

## تحقيقاته
1. ناسخ الحديث ومنسوخه للإمام الحافظ أبي حفص ابن شاهين نشر دار المنار .
2. كتاب التوحيد للإمام ابن خزيمة ـ دار المغني
3. كتاب الفتن للإمام أبي عبد الله نعيم بن حماد المروزي
4. التسوية بين حدثنا وبين أخبرنا وذكر الحجة فيه للإمام الطحاوي
5. كتاب الجمعة وفضلها للقاضي أبي بكر أحمد بن علي المروزي نشر دار عمار
6. بلوغ المرام من أدلة الأحكام للحافظ ابن حجر العسقلاني ـ نشر دار الضياء للنشر والتوزيع .
7. كتاب التصديق بالنظر إلى الله في الآخرة للإمام أبي بكر محمد بن حسين الآجري ـ مؤسسة الرسالة .
8. عمدة الأحكام للإمام عبد الغني المقدسي ـ دار المعارف
9. عمدة الأحكام الكبرى للإمام عبد الغني المقدسي ـ دار الثبات للنشر والتوزيع . ( أصل الكتاب رسالة دكتوراة ـ وهي مطبوعة الآن ) .
10. كتاب تهذيب التوحيد لابن خزيمة بتهذيب الشيخ الزهيري .
11. صحيح مسلم وهو تحقيق نفيس جدا لم يطبع حتى الآن .

وغيرها الكثير من الكتب التي لم تطبع كشرح عمدة الأحكام والتي لا زالت قيد العمل كالموطأ.